# Heliciopsis whitmorei
Heliciopsis whitmorei är en tvåhjärtbladig växtart som beskrevs av Kochummen. Heliciopsis whitmorei ingår i släktet Heliciopsis och familjen Proteaceae. Inga underarter finns listade i Catalogue of Life.